# Курач, Вадим Викторович
Вадим Викторович Курач (28 марта 1970, Псков — 21 января 2017, Псков) — советский и российский легкоатлет, специалист по барьерному бегу. Выступал за сборные СНГ и России по лёгкой атлетике в начале 1990-х годов, чемпион России в беге на 110 метров с барьерами, серебряный и бронзовый призёр чемпионатов СНГ, действующий рекордсмен страны в эстафете 4 × 110 метров с барьерами, участник летних Олимпийских игр в Барселоне. Мастер спорта международного класса.

## Биография
Вадим Курач родился 28 марта 1970 года в городе Пскове. Учился в псковской средней школе № 24 (1984—1987).
Занимался лёгкой атлетикой в псковской Специализированной детско-юношеской школе олимпийского резерва «Надежда», с 1982 года проходил подготовку под руководством тренеров К. С. Шабанова и Е. А. Шабановой. На всероссийских соревнованиях представлял Санкт-Петербург.
Окончил Московский областной государственный институт физической культуры (1987).
Впервые заявил о себе в сезоне 1990 года, когда на соревнованиях в Ленинграде в беге на 110 метров с барьерами показал результат 13,84.
В 1992 году выиграл серебряную медаль в беге на 60 метров с барьерами на зимнем чемпионате СНГ в Москве — уступил здесь только титулованному Александру Маркину. Позже в беге на 110 метров с барьерами взял бронзу на летнем чемпионате СНГ в Москве и победил на чемпионате России в Москве — тем самым вошёл в состав Объединённой команды, собранной из спортсменов бывших советских республик для участия в Олимпийских играх в Барселоне. В программе 110-метрового барьерного бега дошёл до стадии четвертьфиналов.
После распада Советского Союза Курач ещё в течение некоторого времени оставался действующим спортсменом и продолжал принимать участие в различных легкоатлетических стартах. Так, в 1993 году он выиграл бронзовую медаль в беге на 60 метров с барьерами на зимнем чемпионате России в Москве, тогда как на соревнованиях Pearl European Relays в Портсмуте вместе с соотечественниками Андреем Дыдалиным, Дмитрием Бульдовым и Евгением Печёнкиным установил ныне действующий национальный рекорд России в эстафете 4 × 110 метров с барьерами — 55,12.
По завершении спортивной карьеры проживал в Пскове. Умер 21 января 2017 года в возрасте 46 лет.